# Grupo del Lejano Este

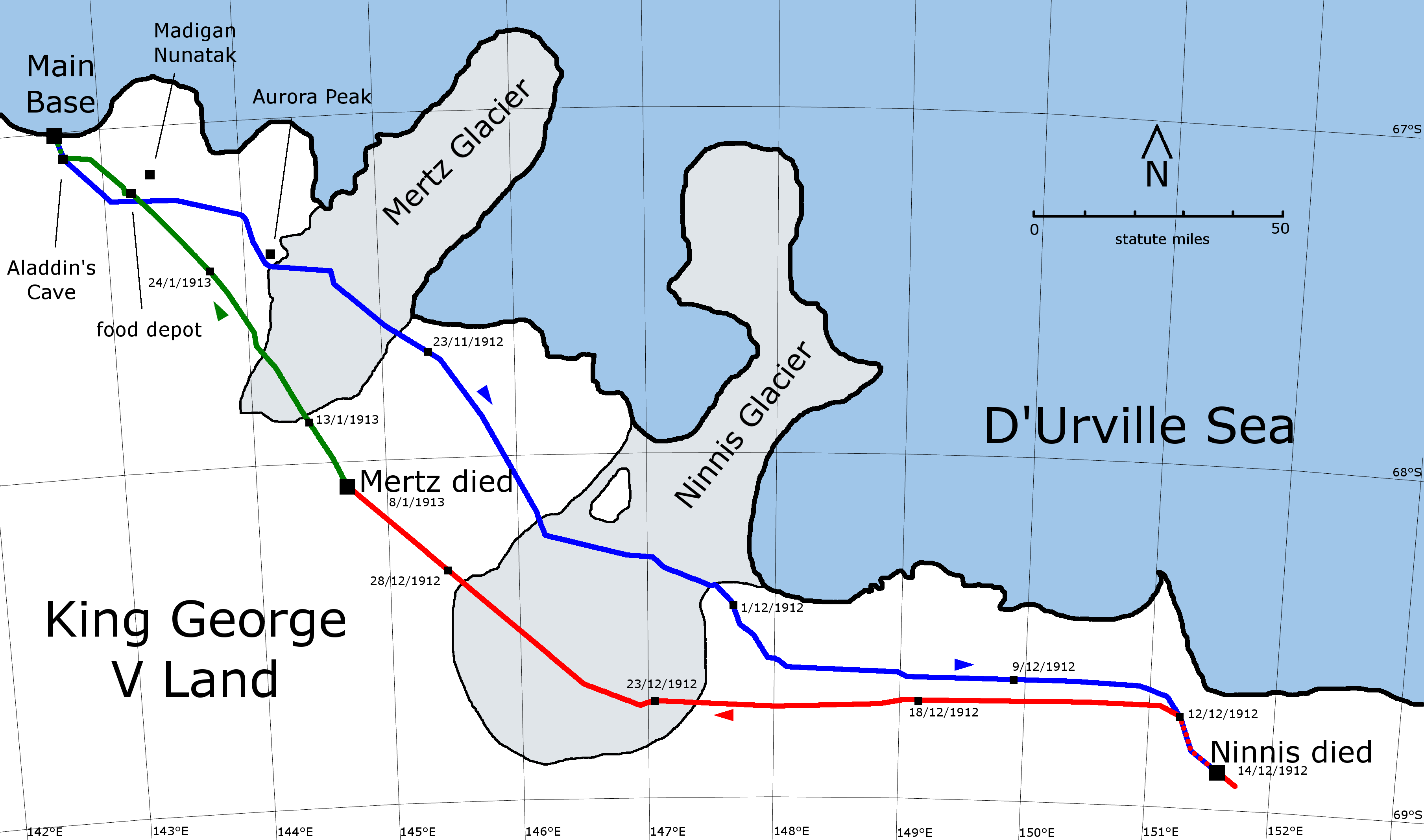
La ruta del Grupo del Lejano Este, desde la base principal en el Cabo Denison en el noroeste, a través de los glaciares Mertz y Ninnis, y de retorno.
Mawson, Mertz y Ninnis, 10 de noviembre – 14 de diciembre de 1912
Mawson y Mertz, 14 de diciembre de 1912 – 8 de enero de 1913
Mawson en solitario, 8 de enero – 8 de febrero de 1913

El Grupo del Lejano Este fue un componente de trineo de la Expedición Antártica Australasiana de 1911–1914, que investigó las regiones costeras previamente inexploradas de la Antártida al oeste de Cabo Adare. Dirigido por el comandante de la expedición Douglas Mawson, el grupo tuvo como objetivo explorar el área que se encuentra al este de su base principal en Tierra Adelia, empujando unos 800 km hacia la Tierra de Victoria. Acompañando a Mawson estaban el belga Belgrave Edward Sutton Ninnis, un teniente de los Royal Fusiliers, y el experto en esquí suizo Xavier Mertz; el grupo usaba perros de trineo para aumentar su velocidad a través del hielo. Inicialmente hicieron un buen progreso, cruzando dos enormes glaciares en su ruta sureste.
El 14 de diciembre de 1912, con el grupo a más de 501 km de la seguridad de la base principal en Cabo Denison, Ninnis y el trineo junto al que caminaba rompieron la tapa de la nieve de una grieta-crevasse y se perdieron. Con sus suministros ahora gravemente comprometidos, Mawson y Mertz se volvieron hacia el oeste, disparando gradualmente a los perros de trineo restantes para obtener comida y poder complementar sus escasas raciones. Cuando cruzaron el primer glaciar en su viaje de vuelta, Mertz se enfermó, lo que dificultó el progreso. Después de casi una semana de avanzar muy poco, Mertz murió, dejando a Mawson para continuar en solitario.
Durante casi un mes, tiró de su trineo por la Antártida, cruzando el segundo glaciar, a pesar de una enfermedad que lo debilitaba cada vez más. Mawson alcanzó la seguridad al llegar a la «Cueva de Aladino», —un depósito de alimentos a 8.9 km de la base principal— el 1 de febrero de 1913, únicamente para quedarse atrapado allí durante una semana mientras una ventisca estalló afuera. Como resultado, perdió el barco de retorno a Australia; el SY Aurora había navegado el 8 de febrero, horas antes de su vuelta a Cabo Denison, después de esperar más de tres semanas. Con un grupo de ayuda, Mawson permaneció en el Cabo Denison hasta que el Aurora pudo volver el verano siguiente en diciembre de 1913.
Las causas de la muerte de Mertz y la enfermedad relacionada con Mawson siguen siendo inciertas; un estudio de 1969 sugirió la hipervitaminosis A, presumiblemente causada por los hombres que comen los hígados de los perros esquimales de Groenlandia, que ahora se sabe que son inusualmente altos en vitamina A. Si bien esto se considera la teoría más probable, las opiniones disidentes sugieren una exposición prolongada al frío o estrés psicológico. En 1976, el explorador y montañero Edmund Hillary describió el viaje de un mes de Mawson como «probablemente la historia más grande de la supervivencia en solitario en la exploración Polar».

## Antecedentes

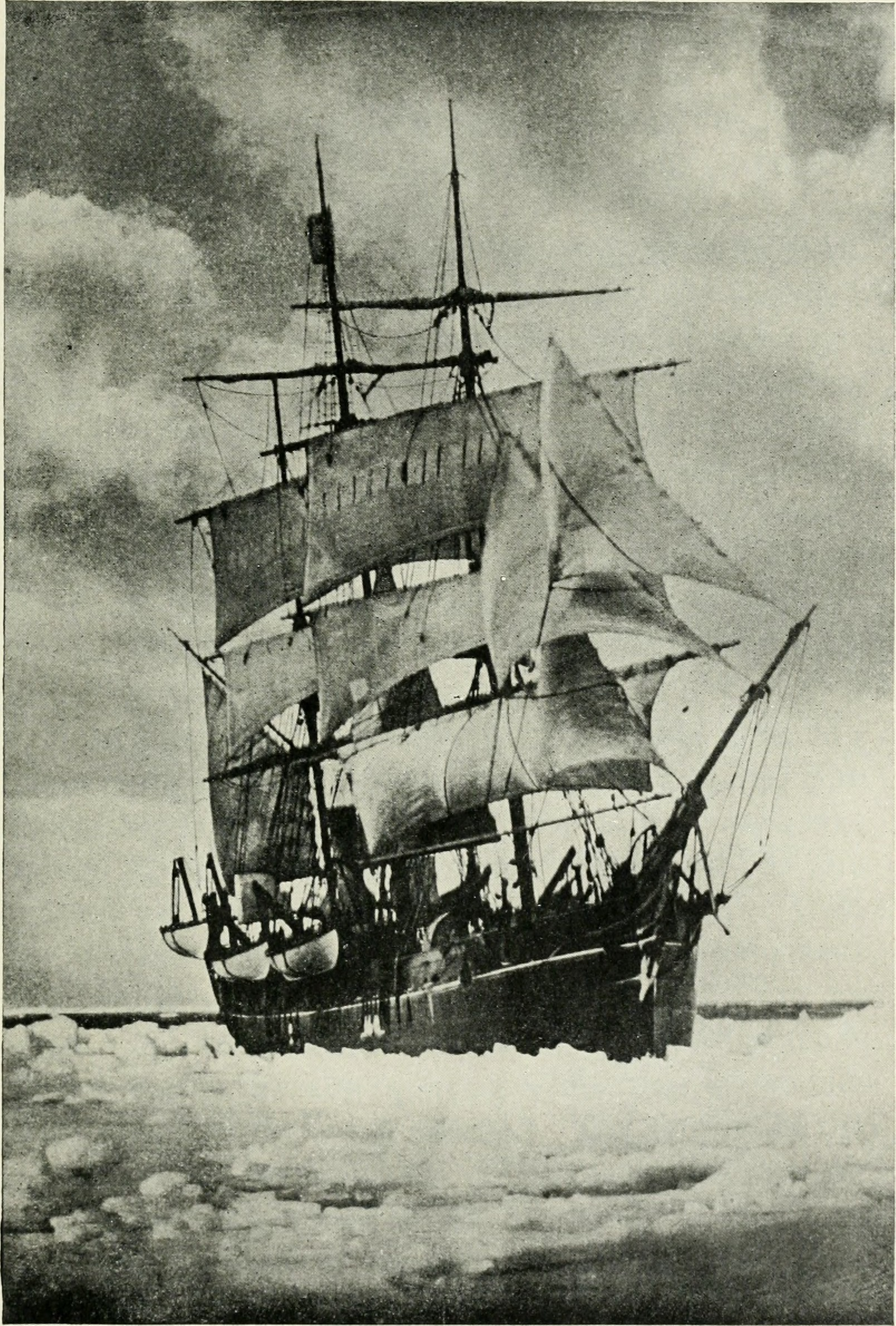
Un viaje al ártico en el SY Aurora (1911).

La Expedición Antártica Australasiana, comandada por Douglas Mawson, que exploró parte de la Antártida Oriental entre 1911 y 1914. La base principal de la expedición se estableció en enero de 1912 en Cabo Denison, en labahía de la Commonwealth de Tierra Adelia. Esto fue mucho más al oeste de lo que originalmente se había pensado; la densa capa de hielo había impedido que la nave de la expedición SY Aurora consiguiera arrimarse a tierra en un sitio más cercano del cabo Adare, el límite oriental original. Únicamente después de que el Aurora, en dirección al oeste, redondeara la lengua de hielo del glaciar Mertz pudo atracar.

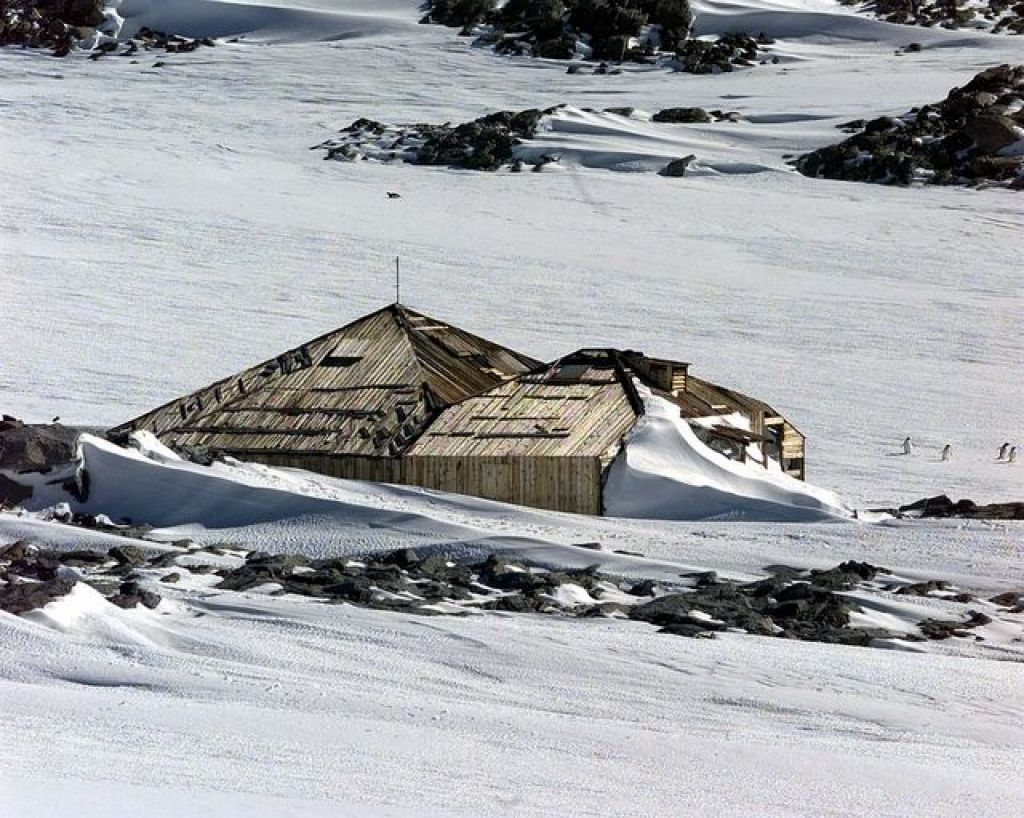
Cabañas de Mawson. La cabaña con techo piramidal alojó en 1912 a dieciocho hombres de la base principal del grupo de la expedición australiana, y a los siete (incluido Douglas Mawson) que se quedaron durante un segundo año (1913).

Luchando contra los vientos catabáticos que se extendían desde la meseta antártica, el grupo en la costa erigió su cabaña y comenzó los preparativos para las expediciones de trineos del siguiente verano. Los hombres prepararon ropa, trineos, tiendas de campaña y raciones, llevaron a cabo grupos de inspección limitados y desplegaron varias reservas de suministros. El más notable de estos depósitos fue en la «Cueva de Aladino», excavada en el hielo en la ladera a 8.9 km al sur de la cabaña principal.
El 27 de octubre de 1912, Mawson describió el programa de trineo de verano. De los siete grupos de trineos que saldrían del cabo Denison, tres se dirigirían al este. El Grupo de la Costa Oriental, dirigido por el geólogo Cecil Madigan, fue encargado de explorar más allá de la lengua del glaciar Mertz; inicialmente serían apoyados por el Grupo del Cercano Oriente liderado por Frank Leslie Stillwell, que posteriormente trazaría un mapa del área comprendida entre el Cabo Denison y el glaciar.
El grupo final, dirigido por Douglas Mawson, iría rápidamente tierra adentro hacia el sur del grupo de la Costa, hacia la Tierra de  Victoria, un área que había explorado Ernest Shackleton durante la Expedición Antártica Británica de 1908-1909. Esperaba viajar unos 800 km al este, recolectando datos geológicos y especímenes, cartografiando la costa y reclamando territorio para la corona.
Ayudando en este Grupo del Lejano Este estarían Belgrave Edward Sutton Ninnis, un teniente de los Royal Fusiliers, y el experto en esquí suizo Xavier Mertz. Ellos estaban a cargo de los perros de trineo de la expedición, —perro de Groenlandia—, que serían cruciales si el grupo cubría la distancia a la velocidad que Mawson pretendía. Ninnis y Mertz habían pasado el invierno preparando a los perros para el viaje, cosiendo arneses y enseñándoles a correr en equipos con los trineos. Cada uno de los grupos debía regresar a Cabo Denison el 15 de enero de 1913, para dar tiempo al Aurora a recogerlos y escapar de las aguas antárticas todavía no afectadas por el hielo marino del invierno.

Los hombres del «Grupo del Lejano Este»
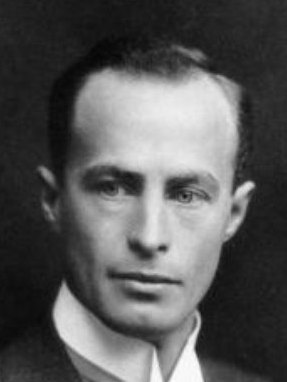
Douglas Mawson
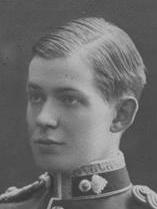
Belgrave Edward Sutton Ninnis
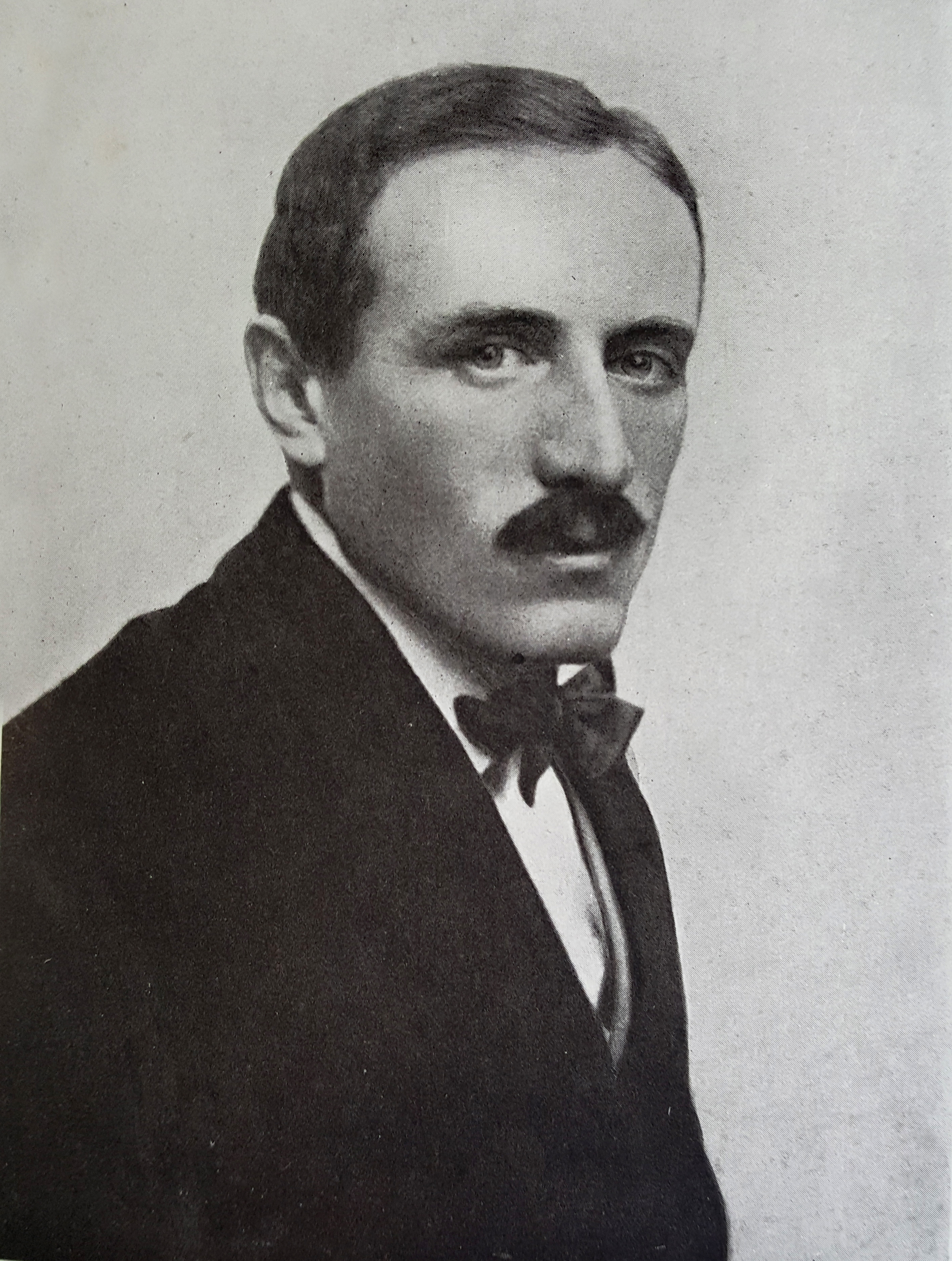
Xavier Mertz

## Viaje hacia el este

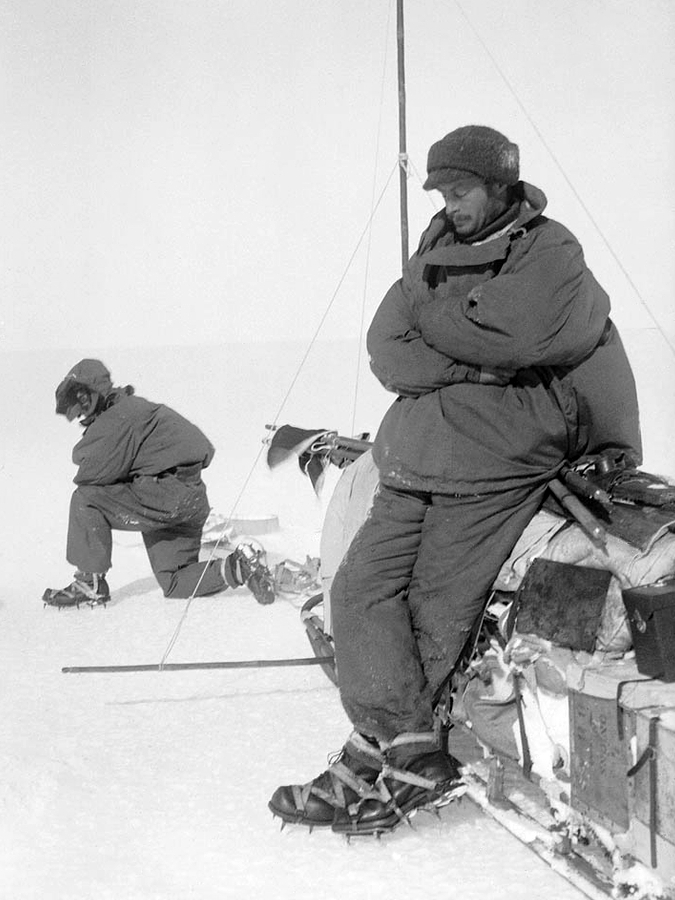
Mawson descansa en uno de los trineos en la «cueva de Aladino» durante el viaje de ida, Ninnis está en segundo plano, ya que la fotografía se atribuye a Mertz.

Las ventiscas impidieron que los grupos abandonaran Cabo Denison hasta el 10 de noviembre de 1912, cuatro días después de la fecha de inicio programada. En su diario, Mertz registró el clima limpio como «definitivamente un buen presagio». Mawson escribió una breve carta a su novia, Paquita Delprat:

[...] El clima es agradable esta mañana, aunque el viento todavía sopla. Saldremos en una hora. Tengo dos buenos compañeros, el Dr. Mertz y el Teniente Ninnis. Es poco probable que nos ocurra algún daño, pero si no regresara a Australia, debes saber que realmente te quería. Tengo que parar ahora, ya que los demás me están esperando.

Al permitirles a los grupos de Madigan y Stillwell una ventaja, Mawson, Ninnis, Mertz y los diecisiete perros salieron de Cabo Denison a primera hora de la tarde y llegaron a la cueva de Aladino cuatro horas después. Pararon por la noche, tomaron suministros adicionales y reorganizaron los trineos. El primer equipo de perros transportaría un tren de dos trineos, que cargaron la mitad del peso de los suministros del grupo. Los suministros restantes se colocaron en el tercer trineo, remolcado por el segundo equipo de perros.
Dirigiéndose hacia el sur al día siguiente para evitar las grietas hacia el este, viajaron aproximadamente 13 kilómetros antes de que el mal clima los obligara a detenerse y acampar. Los fuertes vientos los confinaron en la tienda hasta el 13 de noviembre, y pudieron viajar una corta distancia antes de que el clima volviera a aumentar. Durante tres días más permanecieron en su tienda, incapaces de encender la estufa. Cuando el clima se despejó el 16 de noviembre, los grupos de Madigan y Stillwell se unieron a ellos. Los tres grupos viajaron juntos durante gran parte del día siguiente, antes de que el grupo de Mawson se separara y avanzara a última hora de la tarde.

### Glaciares Mertz y Ninnis

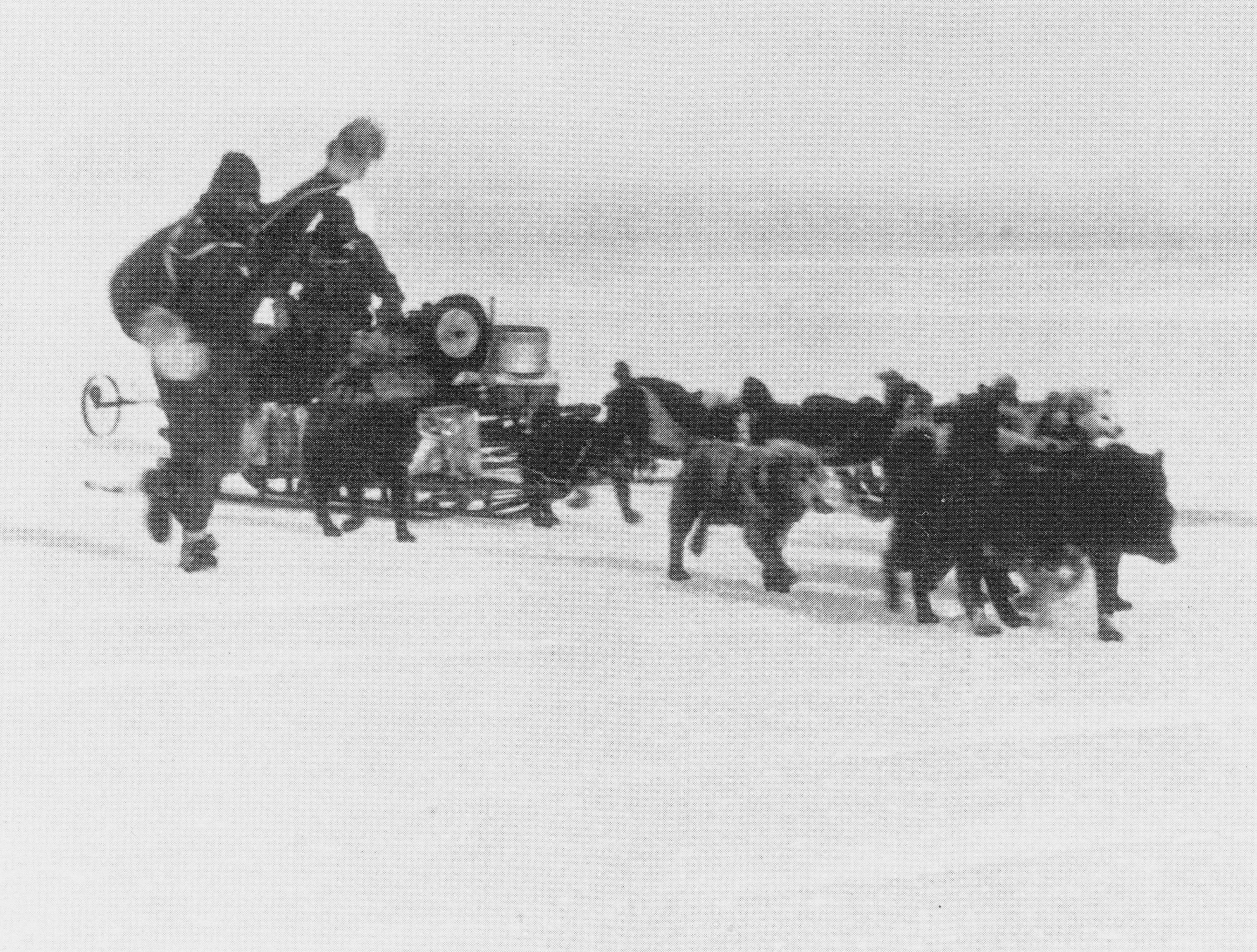
Xavier Mertz y Belgrave Edward Sutton Ninnis con los perros al comienzo del Grupo del Lejano Este, en noviembre de 1912.

Hacia el sudeste hacia el glaciar Mertz, con Mertz esquiando a continuación y Mawson y Ninnis conduciendo a los perros, el grupo cubrió 24 km el 18 de noviembre. Esto fue a pesar de encontrarse con sastrugi —lagos en el hielo causados por el viento— de hasta 91 cm, lo que causó que los perros se deslizaran y que los trineos rodasen. Durante el día pasaron dos picos, que Mawson llamó Madigan Nunatak y Aurora Peak, en honor al líder del Grupo de la Costa Este y el barco de la expedición. Al día siguiente comenzaron el pronunciado descenso hacia el glaciar Mertz. Después de que los trineos sobrepasaran a los perros varias veces, los huskies podían correr libremente por la pendiente.
Tras un descenso especialmente pronunciado al día siguiente, la mitad del equipo de perros de Mawson, que se había vuelto a unir a sus trineos, casi se perdieron cuando cayeron en una grieta. Fueron retirados, pero Mawson decidió acampar cuando uno de los perros, Ginger Bitch, dio a luz, el primero, en una camada de catorce cachorros.
Durante los siguientes días, el grupo continuó a través del glaciar. Desarrollaron un método para cruzar las muchas grietas; El precursor, sobre los esquís, cruzaría la nieve que cubría el agujero (la tapa), y una vez hecho, cruzaba el primero de los dos equipos de perros. Únicamente después de cruzar el primer equipo de perros, el segundo lo seguiría, «de lo contrario», escribió Mawson, «los perros en la parte trasera harían un recorrido directo hacia dondequiera que estuvieran los perros delanteros, cortando las esquinas y probablemente arrastrando su trineo hacia una grieta de los lados». Pero a pesar de sus precauciones, Ninnis se cayó y fue rescatado de tres grietas, incluyendo una vez cuando se dan cuenta de que han establecido su tienda de campaña en el borde de una de ellas.
Después de que Mawson cayó en una grieta, comenzaron a atarse a sus trineos como medida de precaución. Ninnis desarrolló fotoqueratitis (ceguera de la nieve), que Mawson trató con sulfato de zinc y clorhidrato de cocaína. También estaban perdiendo perros; uno se rompió una pierna y recibió un disparo, otro cayó enfermo, y un tercero se perdió en una grieta. El 24 de noviembre, el grupo llegó al lado este del glaciar y ascendió a la meseta.
En terreno llano otra vez, comenzaron a hacer un rápido progreso. Se despertaron en la mañana del 27 de noviembre para encontrar otro glaciar —más tarde conocido como el glaciar Ninnis— mucho más grande que el primero. Al igual que con el primer glaciar, tuvieron que desenganchar a los perros de los trineos y hacer lentamente el descenso traicionero. Una vez en el fondo del glaciar, pasaron cuatro días cruzando campos de grietas, luchando contra fuertes vientos y poca luz que dificultaban la navegación. En estas duras condiciones, los perros comenzaron a inquietarse; uno de ellos, Shackleton, abrió la bolsa de alimentos para hombres y devoró un paquete de mantequilla de 1.1 kg, crucial para su alimentación para complementar el Hoosh. El 30 de noviembre, el grupo llegó al límite este del glaciar y comenzó el ascenso a la meseta más allá, para encontrarse enfrentado por un sastrugi tan agudo que los perros eran inútiles. Peor todvía, las temperaturas aumentaron a 1 °C (34 °F), derritiendo la nieve y dificultando el tiro; el grupo cambió a viajar por la noche para evitar las peores condiciones.
Desde lo alto de la cresta en el lado este del glaciar Ninnis, Mawson comenzó a dudar de la exactitud de los informes de tierras al este de Charles Wilkes durante la Expedición de Exploración de Estados Unidos de 1838–1842. Según los cálculos de Wilkes, Mawson anotó en su diario: «Parece que ahora estamos fuera del verdadero continente». Preocupado por la coincidencia con el grupo de Madigan en el norte, hizo volver a su grupo hacia el sur. Hicieron un buen progreso al principio, pero a partir del 6 de diciembre, una tormenta de nieve los confinó en su tienda durante tres días. El 9 de diciembre, partieron de nuevo, pero Ninnis estaba luchando. Había desarrollado una neuralgia en el lado izquierdo de su cara y un panadizo en uno de sus dedos. Este último le estaba dificultando el sueño y, el 13 de diciembre, Mawson le abrió el dedo para drenar la pus.

### Muerte de Ninnis
En la tarde del 13 de diciembre, Mawson y Mertz reorganizaron los trineos. El trineo con mayor peso trasero, estaba bien dañado y decidieron abandonarlo. Los suministros restantes se redistribuyeron entre los dos trineos que quedaban. La mayoría de los suministros importantes, la carpa y la mayoría de los alimentos, se almacenaron en el nuevo trineo trasero; si fueran a perder un trineo por una grieta, razonaban, sería el trineo delantero, el menos vital. Como el trineo trasero era más pesado, los perros más fuertes que quedaban fueron asignados para tirarlo. En el campamento dejaron una pequeña cantidad de suministros, incluido el trineo abandonado y la cubierta de una carpa, sin el piso ni los postes.
Al mediodía del día siguiente, habían cubierto 501 km desde la cabaña del cabo Denison. Mertz se adelantó sobre esquís, definiendo la pista que deben seguir los trineos. Mawson se sentó en el primer trineo; Ninnis caminó al lado del segundo. En su diario esa noche, Mertz escribió:

Alrededor de la 1 p. m., crucé una grieta, similar a las cien anteriores que habíamos pasado durante las últimas semanas. Grité "¡crevasse!", me moví en ángulo recto y seguí adelante. Alrededor de cinco minutos después, miré hacia atrás. Mawson lo seguía, mirando su trineo delante de él. No pude ver a Ninnis, así que me detuve para mirar mejor. Mawson se dio la vuelta para saber la razón por la que estaba mirando detrás de mí. Inmediatamente saltó de su trineo y corrió de vuelta. Cuando él asintió con la cabeza, lo seguí, retrocediendo su trineo.

Ninnis, su trineo y su equipo de perros habían caído a través de una grieta de 3,4 m de ancho con paredes rectas de hielo. En una cornisa en lo profundo del hoyo, Mawson y Mertz podían ver los cuerpos de dos perros, uno todavía vivo, pero gravemente herido, y los restos del trineo de Ninnis. No había rastro de su compañero. Midieron la distancia a la repisa como 46 m, demasiado lejos para que sus cuerdas pudieran alcanzarla. «El perro dejó de gemir en breve», escribió Mawson en su diario esa noche. «Llamamos y [...] durante tres horas, luego fuimos a unos pocos kilómetros hasta una colina y tomamos observaciones de posición. Regresé, llamé [...] durante una hora. [Entonces leímos el servicio de entierro]». «No pudimos hacer nada [...] Nos paramos, indefensos, junto a la tumba de un amigo, mi mejor amigo de toda la expedición», escribió en su diaario Mertz después de la muerte de Ninnis.

## Retorno
Junto con la carpa de clima pesado, la mayor parte de su propia comida y toda la comida de los perros, habían perdido el pico, la pala, los pantalones impermeables y el casco de Mertz. En el trineo de Mawson tenía su estufa, combustible, sacos de dormir y diez días de comida. Su mejor esperanza inmediata era llegar al campamento de dos días antes, donde habían dejado el trineo y los suministros abandonados, 24 km al oeste. Llegaron en cinco horas y media, donde Mertz usó la cubierta de la tienda, con los corredores del trineo abandonado y un esquí como bastones, para erigir un refugio.
Se enfrentaron con dos posibles rutas de regreso a Cabo Denison. La primera opción era ir a la costa, donde podrían complementar sus escasos suministros con carne de foca y esperar reunirse con el grupo de Madigan; eso alargaría considerablemente el viaje, y no se podía confiar en el hielo marino en verano. O, empujando ligeramente hacia el sur de su ruta exterior, podrían esperar evitar lo peor de las grietas y apuntar a la velocidad. Mawson eligió la ruta interior, lo que significaba que, en ausencia de carne de foca fresca, tendrían que recurrir a comer los perros restantes. El primer perro, George, fue matado a la mañana siguiente, y de su carne, algo se coció para los hombres y el resto se alimentó a los perros que ahora estaban muriéndose de hambre. «En general, fue votado como bueno», escribió Mawson sobre la carne, «aunque tenía un sabor fuerte y mohoso y era tan espeso que no podía ser masticado adecuadamente».
Antes de partir nuevamente, izaron la bandera, que habían olvidado hacer en su punto más lejano, y reclamaron la tierra para la corona. Al aumentar la temperatura cambiaron a viajar por la noche para aprovechar la superficie más dura que proporcionaba el frío. Con los cinco perros restantes, Mawson y Mertz siguieron adelante. Hambrientos, los perros empezaron a forcejear; dos más, Johnson y Mary, fueron baleados y divididos entre hombres y perros en los siguientes días.
Mawson y Mertz encontraron que la mayoría de la carne era dura, pero disfrutaron del hígado; era, al menos, tierno. Con el poder de arrastre de los perros ahora agotado, Mertz dejó de hacer rastro y, en cambio, ayudó a Mawson a tirar del trineo. A pesar de los desafíos, hicieron un buen progreso; en las primeras cuatro noches viajaron 97 km. Cuando se acercaron al glaciar Ninnis el 21 de diciembre, Haldane, que una vez fue el perro más grande y fuerte, recibió un disparo.

### Muerte de Mertz
Ambos hombres sufrían, pero Mertz, en particular, comenzó a sentirse enfermo. Se quejó de dolores de estómago, y esto comenzó a frenarlos. Pavlova fue asesinado, dejando únicamente un perro restante. Mawson decidió aligerar su trineo, y gran parte del equipo, incluida la cámara, las películas fotográficas y todo el equipo científico fue abandonado, excepto el teodolito. El 29 de diciembre, el día en que limpiaron el glaciar Ninnis, el último perro fue muerto. Mawson grabó: «Desayuné un buen desayuno en el cráneo de Ginger: tiroides y cerebro». Dos días después, Mawson registró que Mertz estaba «fuera de color»; Mertz escribió que estaba «realmente cansado [y] no escribirá más».
Hicieron 8,0 km el 31 de diciembre, sin progreso durante los dos días siguientes, y 8 km más el 3 de enero. «[Los] dedos congelados de Mertz por el viento frío» escribió Mawson, «y en general se encuentra en muy mal estado. La piel se desprendió de las piernas, etc., así que tuve que acampar, esto resultó bueno». Hasta el 6 de enero no avanzaron más; fueron 3,2 km antes de que Mertz colapsara. Al día siguiente, Mawson colocó a Mertz en el trineo en su saco de dormir y continuó, pero se vio obligado a detenerse y acampar cuando la condición de Mertz volvió a deteriorarse. Mawson dijo:

Está muy débil, se vuelve más y más delirante, y rara vez puede hablar con coherencia. Él no come ni bebe nada. A las 8 de la tarde en su delirio rompe un poste de la tienda. Sigue hablando y gritando por horas. Lo sostengo, luego se calma y lo meto tranquilamente en la bolsa. Muere pacíficamente alrededor de las 2 de la mañana del 8.

Los fuertes vientos impidieron que Mawson continuara durante dos días. En su lugar, se preparó para viajar en solitario, retirando la mitad posterior del trineo y reorganizando su carga. Para evitar tener que llevar exceso de queroseno para la estufa, hervió el resto de la carne de perro. Arrastrando el cuerpo de Mertz en el saco de dormir de la tienda, Mawson construyó un montículo de bloques de nieve para cubrirlo, y usó dos vigas de repuesto del trineo para formar una cruz, que colocó en la parte superior. Al día siguiente leyó el servicio de enterramiento.

### Solitario

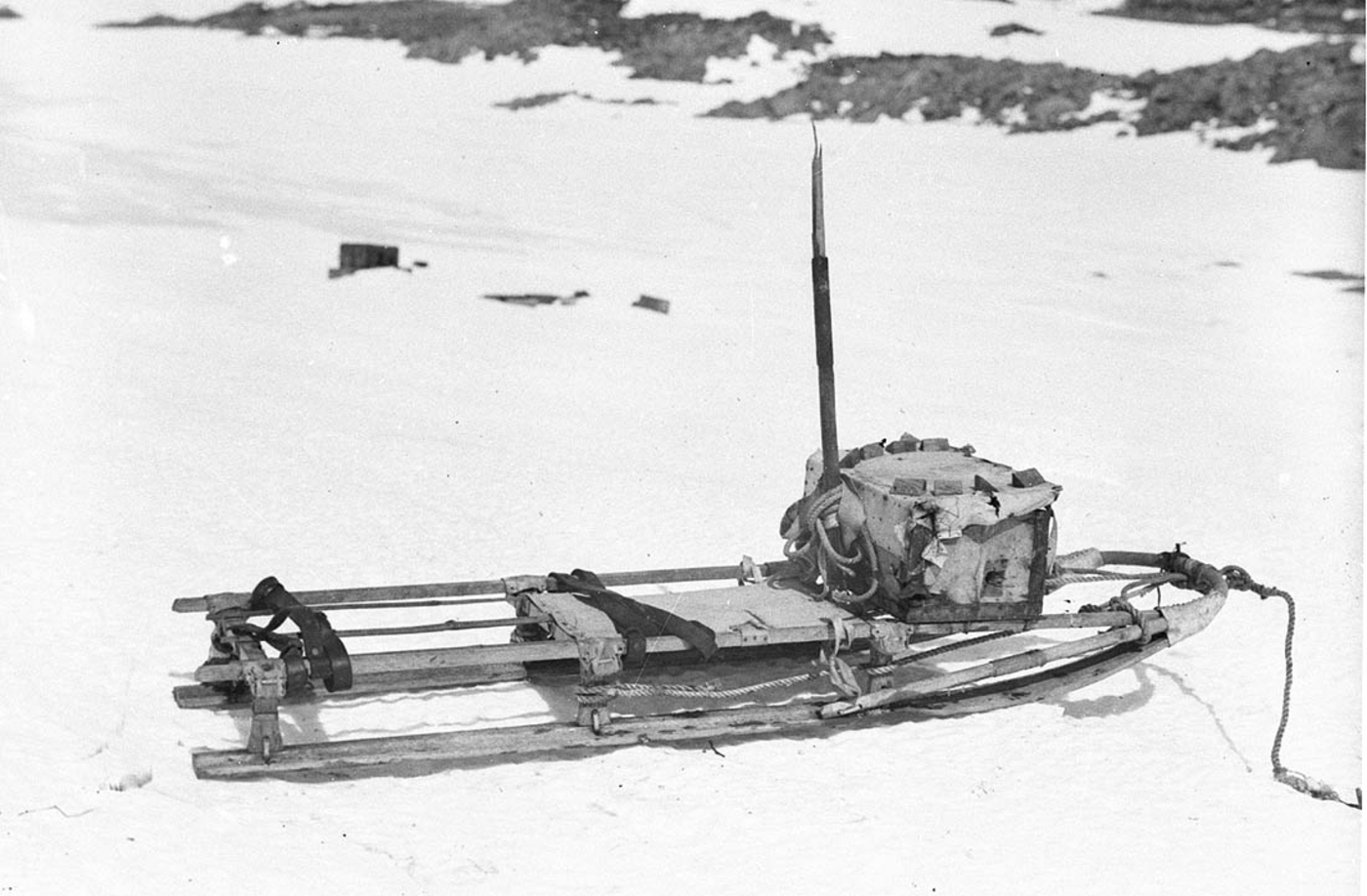
Medio trineo de Mawson, que utilizó durante la etapa final del viaje.

Cuando el clima se despejó el 11 de enero, Mawson continuó hacia el oeste, estimando la distancia de retorno a Cabo Denison en 160 kilómetros. Viajó 2 millas antes de que el dolor en sus pies lo obligara a detenerse; descubrió que las plantas de sus pies se habían separado como una capa completa. Continuó aplicando lanolina a sus pies y envolviéndolos en varios pares de calcetines debajo de sus botas. «Aparentemente, todo mi cuerpo se está pudriendo debido a la falta de nutrición», anotó, «las yemas de los dedos se congelaron, la membrana mucosa de la nariz desapareció, las glándulas salivales de la boca se negaban a trabajar, la piel se desprendió de todo el cuerpo». Con un promedio de 5 millas por día, comenzó a cruzar el glaciar Mertz. El 17 de enero rompió la tapa de una grieta, pero la cuerda que rodeaba su cintura lo sujetó al trineo y detuvo su caída.

Tuve tiempo de decirme "Así que esto es el final" [grabado por Mawson], esperando cada momento que el trineo se estrellara en mi cabeza y que ambos fuéramos al fondo sin ser visto. Luego pensé en la comida que quedaba sin comer en el trineo, y cuando el trineo se detuvo sin bajar, pensé que la Providencia me daba otra oportunidad. La oportunidad parecía muy pequeña, ya que la cuerda se había aserrado en la tapa que sobresalía, las puntas de mis dedos estaban todas dañadas, yo mismo débil ... Con la sensación de que la Providencia me estaba ayudando, realicé un gran esfuerzo, medio saliendo, y luego retrocediendo varias veces, pero al fin lo conseguí. Entonces me sentí agradecido con la Providencia ... que tantas veces ya me ha ayudado.

Para salvarse de las futuras grietas, Mawson construyó una escalera de cuerda, que cargó sobre su hombro y se ató al trineo. Se amortizó casi de inmediato, y dos veces en los días siguientes le permitió trepar desde las grietas. Una vez fuera del glaciar Mertz, su kilometraje aumentó, y el 28 de enero apareció Madigan Nunatak. Al día siguiente, después de recorrer 5 millas, un mojón cubierto con tela negra apareció a unos 270 m a su derecha. En él encontró comida y una nota de Archibald Lang McLean, quien junto con Frank Hurley y Alfred Hodgeman habían sido enviados por el capitán del Aurora John King Davis para buscar el Grupo del Lejano Este.
Por la nota, Mawson supo que estaba a 34 kilómetros al sureste de la cueva de Aladino, y cerca de otros dos almacenes de alimentos. La nota también informaba sobre las otras partes de la expedición —todos habían regresado a la cabaña a salvo—) y sobre el éxito de Roald Amundsen en su Expedición del Polo Sur en diciembre de 1911. El mojón se había dejado allí seis horas antes, cuando Los tres hombres habían regresado a la choza. Luchando sobre sus pies lesionados y sin crampones —había tirado los suyos después de cruzar el glaciar Mertz—, Mawson tardó tres días en llegar a la Cueva de Aladdin.
Aunque se habían dejado suministros en la cueva de Aladino, incluida fruta fresca, no había los crampones de repuesto que había esperado. Sin ellos, no podía esperar descender por la empinada pendiente de hielo hasta la cabaña, por lo que comenzó a modelar las suyas, recolectando clavos de todas las fuentes disponibles y martillándolos en la madera a partir de cajas de embalaje de repuesto. Incluso cuando se completó, una ventisca lo confinó en la cueva, y hasta el 8 de febrero no pudo comenzar el descenso. Al acercarse a la cabaña, fue visto por tres hombres que trabajaban afuera, que corrieron colina arriba para encontrarse con él.

## Secuelas

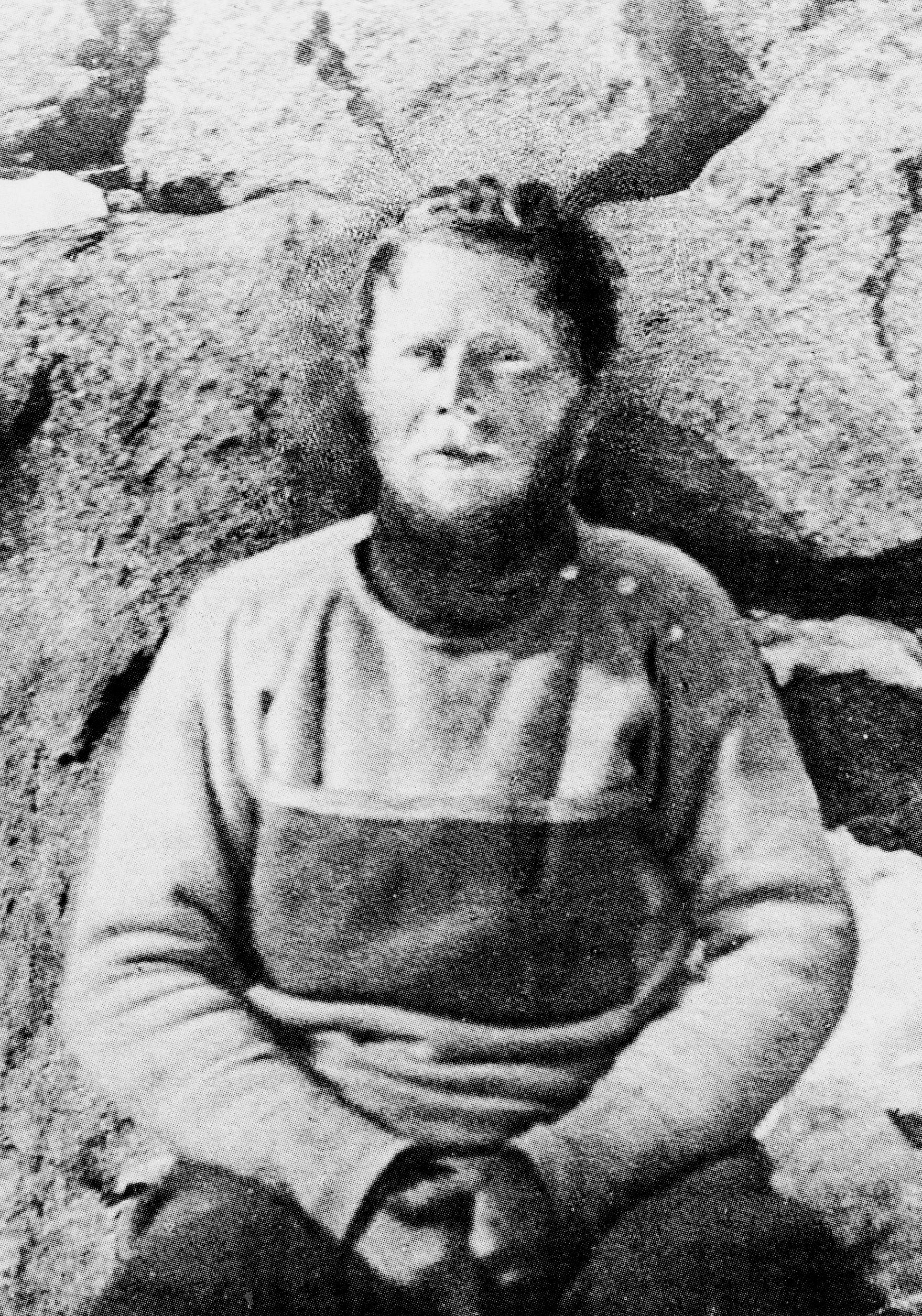
Mawson poco después de su retorno a Cabo Denison.

La Aurora llegó a Cabo Denison el 13 de enero de 1913. Cuando su capitán John King Davis vio que el grupo de Mawson no regresaba, navegó hacia el este a lo largo de la costa hasta la lengua del glaciar Mertz, buscando al grupo. Al no encontrar señales y llegar al final del agua navegable sin hielo, regresaron a Cabo Denison. El próximo invierno afectó a Davis, y el 8 de febrero, apenas unas horas antes de la vuelta de Mawson a la cabaña, el barco partió de la Bahía de la Commonwealth, dejando a seis hombres atrás como un grupo de socorro. El retorno de Mawson, se le comunicó al Aurora por inalámbrico de radio, pero poderosos vientos catabáticos barriendo desde la meseta impidió a la nave llegar a la orilla para recoger los hombres.
El Aurora volvió a Cabo Denison el verano siguiente, a mediados de diciembre, para llevar a los hombres a casa. El retraso puede haber salvado la vida de Mawson; luego le dijo a Phillip Law, entonces director de Expediciones Nacionales de Investigación Antártica Australiana (ANARE), que no creía que pudiera haber sobrevivido al viaje por mar tan pronto después de su terrible experiencia.
La causa de las enfermedades de Mawson y Mertz sigue siendo en parte un misterio. En ese momento, McLean, el cirujano jefe de la expedición y uno de los hombres que habían permanecido en Cabo Denison, atribuyó su enfermedad a la colitis; Mawson escribió en The Home of the Blizzard, su relato oficial de la expedición, que Mertz murió de fiebre y apendicitis. Un estudio realizado en 1969 por John Burton Cleland y Ronald Vernon Southcott de la Universidad de Adelaida concluyó que los síntomas descritos por Mawson —pérdida de cabello, piel y peso, depresión , disentería e infecciones persistentes de la piel— indicaban que los hombres habían sufrido hipervitaminosis A, una ingesta excesiva de vitamina A. Esto se encuentra en cantidades inusualmente altas en los hígados de los perros de Groenlandia, de los cuales tanto Mertz como Mawson consumieron.
Si bien la hipervitaminosis A, es el diagnóstico médico generalmente aceptado para la muerte de Mertz y la enfermedad de Mawson, la teoría tiene sus detractores. La ley creyó que estaba «completamente no comprobada ... Los síntomas que se describen son exactamente los que obtienes de la exposición al frío. No tienes que predicar una teoría de este tipo para explicar las plantas que se desprenden de tus pies». Un artículo publicado en 2005 en The Medical Journal of Australia por Denise Carrington-Smith sugería que podría haber sido «el estrés psicológico relacionado con la muerte de un amigo cercano y la muerte de los perros que había cuidado», y un cambio de una dieta predominantemente vegetariana, lo que mató a Mertz, no una hipervitaminosis A.

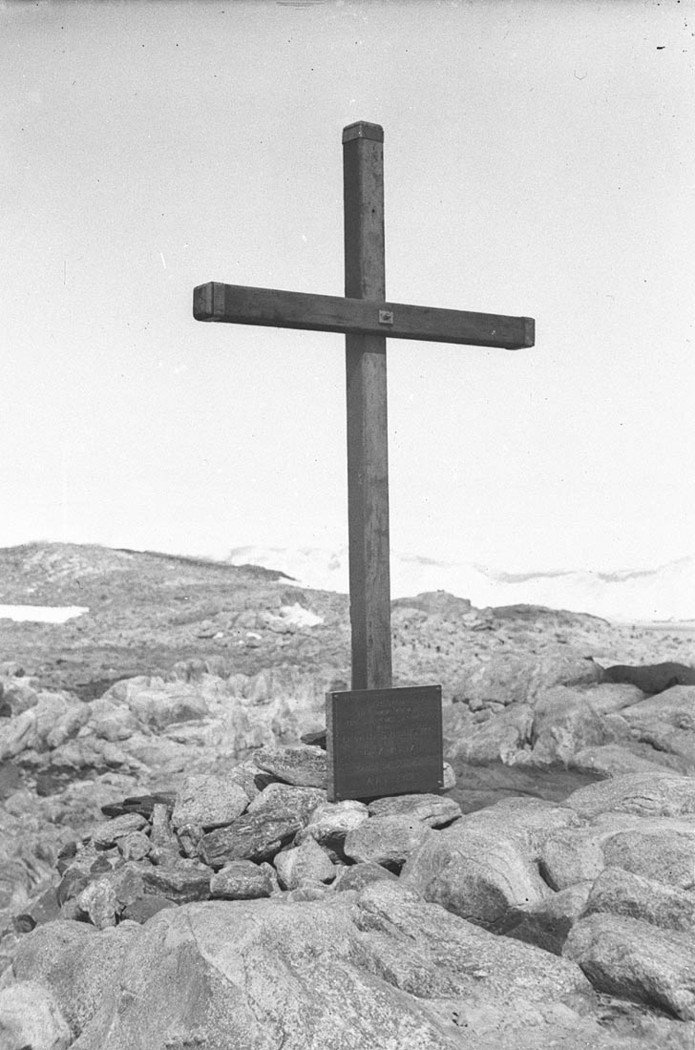
Cruz conmemorativa erigida en Cabo Denison en 1913 en recuerdo de Mertz y Ninnis.

Unas sugerencias de canibalismo —que Mawson pudo haber comido a Mertz después de su muerte— surgieron durante la gira de conferencias de Mawson en los Estados Unidos después de la expedición. Varios informes en periódicos estadounidenses citaron a Mawson diciendo que él consideraba comer Mertz, pero Mawson negó estas afirmaciones, que las calificaron de «indignantes» y un «invento».  Los biógrafos de Mawson creen que la sugerencia de canibalismo es probablemente errónea; Beau Riffenburgh señala que Mawson cuidó a Mertz durante días, incluso ante el posible riesgo de su propia vida. Además, señala, Mawson no tenía forma de saber de qué murió Mertz; comer su carne podría haber sido muy peligroso. Philip Ayres se hace eco de estos sentimientos, y también señala que con la muerte de Mertz, Mawson tenía suficientes raciones sin tener que recurrir al canibalismo. La ley, que conocía bien a Mawson, creía que «era un hombre de moral muy conservadora. Le habría sido imposible considerarlo».
En noviembre de 1913, poco antes de que llegara la Aurora para devolverlos a Australia, los hombres que permanecían en el Cabo Denison erigieron una cruz conmemorativa para Mertz y Ninnis en Azimuth Hill, al noroeste de la cabaña principal. La cruz, construida a partir de piezas de un mástil de radio roto, fue acompañada por una placa cortada de madera de la litera de Mertz. La cruz sigue en pie, aunque la barra transversal ha requerido que se vuelva a unir varias veces, y la placa se reemplazó con una réplica en 1986. Los dos glaciares que cruzó el Grupo del Lejano Este, previamente sin nombre, fueron nombrados por Mawson con los nombre de Mertz y Ninnis. En una celebración en el centro de Adelaide a su regreso de la Antártida, Mawson elogió a sus compañeros muertos: «Los sobrevivientes pueden tener la oportunidad de hacer algo más, pero estos hombres habían hecho todo lo posible».
El regreso de Mawson se celebró en el Ayuntamiento de Adelaide , en un evento al que asistió el Gobernador General, Lord Denman. Un orador típico dijo que «Mawson ha regresado de un viaje que no tenía parangón alguno en la historia de la exploración, una de las mejores ilustraciones de cómo los asuntos más severos de la Naturaleza fueron superados por el magnífico valor, el poder y la resolución del hombre». Incluyendo el Grupo del Lejano Este, los grupos de trineos de la base de Cabo Denison cubrieron más de 4,200 km de tierra previamente inexplorada; El Grupo del Lejano Oriente de la expedición en la Barrera de hielo Shackleton, bajo Frank Wild, cubrió otros 1,300 km.
La expedición fue la primera en utilizar radio inalámbrica en la Antártida, transmitiendo de retorno a Australia a través de una estación de retransmisión establecida en la isla Macquarie, e hizo varios descubrimientos científicos importantes. Publicado por primera vez en 1915, el relato de Mawson sobre la expedición, The Home of the Blizzard, dedica dos capítulos al Grupo del Lejano Oriente; un crítico contemporáneo comentó que «sin duda para el público en general, el interés del libro se centra en [esta] cuenta móvil».
Un análisis posterior de J. Gordon Hayes, aunque recomendó la mayor parte de la expedición, criticó la decisión de Mawson de no usar los esquís, pero Fred Jacka, que escribe en el Australian Dictionary of Biography, sugiere que «para Mawson y Ninnis, que maniobraban pesadamente trineos, esto hubiera sido difícil la mayor parte del tiempo».  En su prólogo de 1976 al libro de Lennard Bickel sobre la Expedición a la Antártida de Australasia, el explorador y montañero Edmund Hillary describió el viaje de Mawson como «probablemente la historia más grande de la supervivencia en solitario en la exploración Polar».